# Трска
Трска (лат. Phragmites australis) врста је вишегодишњих зељастих биљака из фамилије трава. Расте у бројним бусеновима (тршћаци) по влажним и воденим стаништима умерених и тропских предела. Једина је врста у роду Phragmites, иако постоје напори да се одређене популације опишу као засебне врсте.

## Опис
Стабла трске висока су 2–6 m, са листовима дужине 20–50 cm и ширине 2–3 cm. На врху стабла налазе се цвасти – густе метлице тамно љубичасте боје, дужине до 50 cm.
Бусени трске могу се простирати на површинама великим и до једног квадратног километра. У повољним условима животне средине, трска може да се столонама шири и до 5 m годишње.